# 克拉希尼克戰役
克拉希尼克戰役（Battle of Kraśnik）是1914年8月23日至25日，於奧匈帝國的加利西亞與俄羅斯帝國邊境爆發的一場戰役。戰鬥的結果為奧匈帝國第1軍團擊敗了俄國第4軍團，這也是奧匈帝國在第一次世界大戰中獲得的首勝，第1軍團指揮官維克托·丹克爾騎兵上將隨後也被宣傳為奧匈帝國的「民族英雄」，並獲頒貴族頭銜。然而這場戰役不過是整個加利西亞戰役的一個環節，奧匈帝國在整場作戰中並未取得優勢。

## 戰前態勢
這場戰役是在一次大戰東方戰線的最初行動之一，在1914年的8月到9月間，德國、俄國、奧匈帝國、塞爾維亞等國都在東方戰線上全速展開佈署，並發生了數次規模較小的戰鬥，以防止敵軍迅速突破邊境，並儘可能打亂對方的企圖。在8月23日，俄軍已突入東普魯士約80公里之遙，而奧匈軍早在20日便進入俄屬波蘭，兵不血刃的佔領了在克拉科夫以北40公里的梅胡夫，但此處也是奧匈帝國在這個階段中推進的最遠點。
在這一波行動中，奧匈帝國參謀總長康拉德·馮·赫岑多夫命令第1軍團朝盧布林、布列斯特－利托夫斯克一線推進，以截斷華沙至基輔之間的鐵路。在丹克爾的指揮下，第1軍團沿著維斯杜拉河前進，又跨越了桑河，奧匈第4軍團則於東側掩護其右翼。此時，俄軍西南方面軍總指揮伊凡諾夫砲兵上將則以俄軍第4軍團、第5軍團準備迎擊，丹克爾將會在克拉希尼克遇見由馮·薩爾札步兵上將率領的俄軍第4軍團；而馮·普列維騎兵上將的俄軍第5軍團則在科馬羅夫對上馮·奧芬貝格步兵上將指揮的奧匈第4軍團，這一系列的行動將構成整個加利西亞戰役。

## 戰鬥歷程
在克拉希尼克，奧匈方面取得地利與數量上的優勢，康拉德在戰前特別加強了第1軍團的力量，使丹克爾握有10又½個步兵師與2個騎兵師的龐大戰力，相較之下，薩爾札只有6又½個步兵師與3又½個騎兵師。雙方力量的差距遠超出伊凡諾夫總指揮與方面軍參謀長阿列克謝耶夫中將的估算，後者在22日指示薩爾札與普列維，應避免與奧匈軍正面對決，並試圖迂迴到側翼攻擊。方面軍的急令使薩爾札躲過了更糟糕的下場，但在幾次接觸戰之下，俄軍仍蒙受了不少損失。克拉希尼克戰役並不同於西線的塹壕戰，廣闊的東方戰線並不適合大範圍掘壕固守，而是以運動戰作為主軸，雙方的騎兵部隊仍扮演相當吃重的角色。

## 後續發展
在克拉希尼克、科馬羅夫兩地皆取勝的奧匈軍乘勝追擊，俄軍大約損失了25,000人，其中有6,000官兵被俘，而奧匈軍的傷亡有15,000人。丹克爾於1917年獲頒瑪莉亞·特蕾西亞十字勳章，同時晉封為男爵，翌年又升為伯爵，於姓氏後加上了「馮·克拉希尼克」（von Kraśnik）。然而，奧匈帝國首勝的喜悅十分短暫，丹克爾與奧芬貝格在盧布林遭到阻擋，無法進一步擴大勝果；同時俄軍已經迂迴到加利西亞東側，威脅到防禦薄弱的倫貝格，使得前線的奧匈軍不得不後撤，一路收縮防線到克拉科夫、普熱梅希爾一線，依託防禦工事勉強擋下了俄軍的反擊，到9月11日，奧匈帝國已丟失了桑河以東的大片土地。
這場戰役可說是丹克爾生涯最為輝煌的一刻，他之後被派往義大利戰線，1916年晉升為一級上將，但並沒有留下太多戰果。另一位在這場戰役中嶄露頭角的指揮官是當時在俄國第4軍團擔任騎兵旅長的卡爾·古斯塔夫·曼納海姆，他以戰功獲頒了第四級聖喬治勳章，隨後升任第12騎兵師師長。